# Vadakkekad
Vadakkekad es una ciudad censal situada en el distrito de Thrissur en el estado de Kerala (India). Su población es de 15811 habitantes (2011). Se encuentra a 22 km de Thrissur y a 83 km de Cochín.

## Demografía
Según el censo de 2011 la población de Vadakkekad era de 15811 habitantes, de los cuales 7127 eran hombres y 8684 eran mujeres. Vadakkekad tiene una tasa media de alfabetización del 96,21%, superior a la media estatal del 94%: la alfabetización masculina es del 97,65%, y la alfabetización femenina del 95,06%.